# FK Dinamo Stavropol
Ne doit pas être confondu avec Dinamo-GTS Stavropol.
Maillots
Le Futbolny klub Dinamo Stavropol, plus communément appelé Dinamo Stavropol (en russe : «Динамо» Ставрополь), est un club russe de football fondé en 1924 et basé à Stavropol.
Il évolue en quatrième division russe depuis la saison 2023-2024.

## Historique
- 1924 : fondation du club[1]

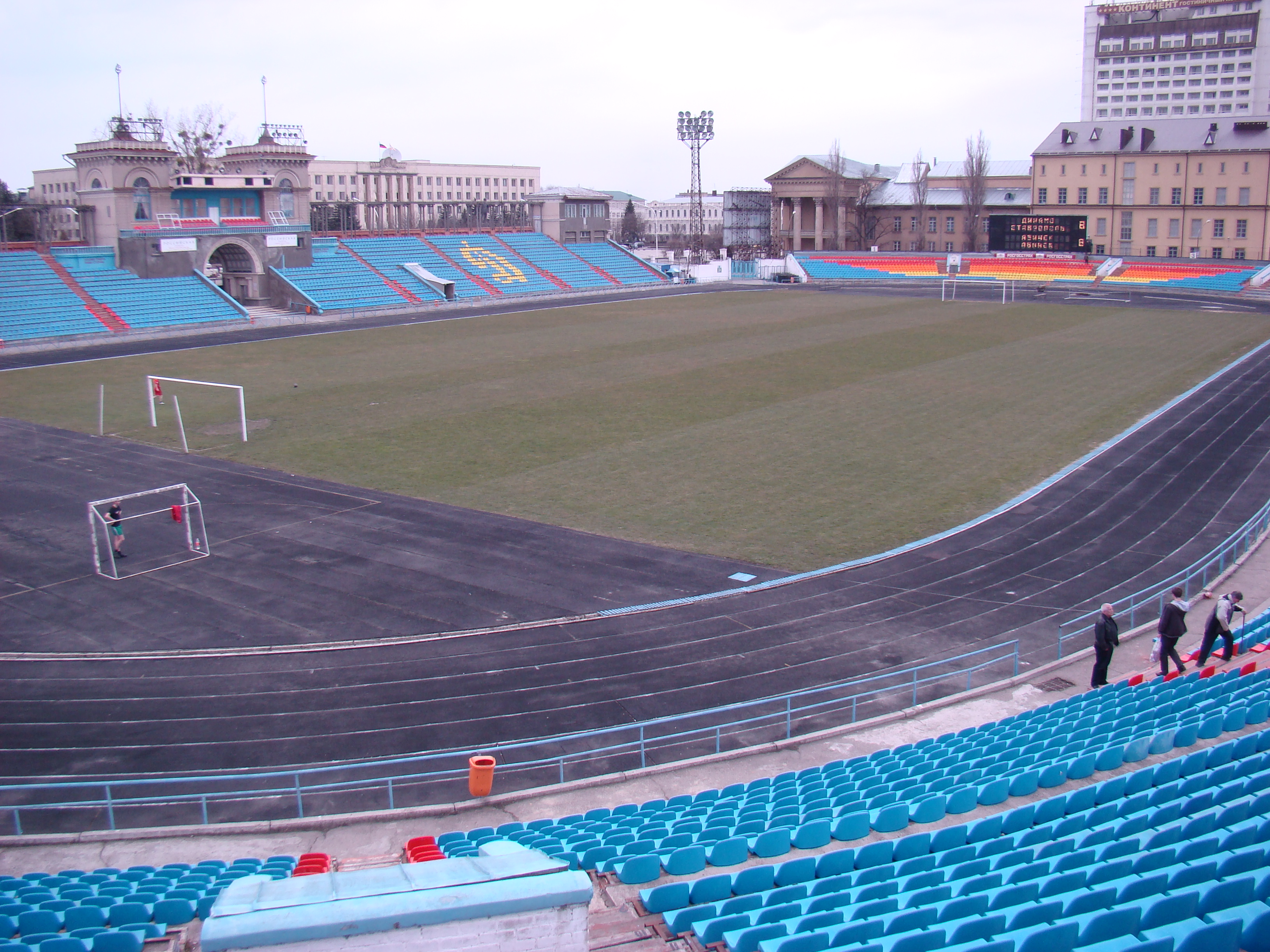
Stade du Dynamo Stavropol.

- 2014 : le club est refondé sur la base du Dinamo-GTS Stavropol, qui reprend le nom Dinamo dès l'année suivante[2].

## Bilan sportif

### Palmarès
| Période russe | Période soviétique |
| - Championnat de Russie - Douzième : 1993. - Coupe de Russie - Quarts de finale : 1993. - Championnat de Russie de D2 - Cinquième : 1996. - Championnat de Russie de D3 (1) - Vainqueur : 2004. - Vainqueur de groupe : 2004. - Championnat de Russie amateur - Vainqueur de groupe : 2013. | - Coupe d'Union soviétique - Huitièmes de finale : 1990. - Championnat d'Union soviétique de D2 - Quatrième : 1989. - Championnat d'Union soviétique de D3 - Vainqueur de la phase finale : 1984. - Vainqueur de groupe : 1979, 1984. |

### Classements en championnat
La frise ci-dessous résume les classements successifs du club en championnat d'Union soviétique.
La frise ci-dessous résume les classements successifs du club en championnat de Russie.

### Bilan par saison
Légende
- Promotion en division supérieure
- Relégation en division inférieure

#### Période soviétique
| Saison | Championnat | Championnat | Championnat | Championnat | Championnat | Championnat | Championnat | Championnat | Championnat | Championnat | Coupe d'URSS          |
| Saison | Division    | Pos         | Pts         | J           | V           | N           | D           | BP          | BC          | Diff        | Coupe d'URSS          |
| ------ | ----------- | ----------- | ----------- | ----------- | ----------- | ----------- | ----------- | ----------- | ----------- | ----------- | --------------------- |
| 1957   | 2e Zone 1   | 18e         | 21          | 34          | 8           | 5           | 21          | 30          | 76          | -49         | Demi-finales Q        |
| 1958   | 2e Zone 4   | 13e         | 23          | 30          | 6           | 11          | 13          | 29          | 56          | -27         | Huitièmes de finale Q |
| 1959   | 2e Zone 3   | 9e          | 23          | 26          | 9           | 5           | 12          | 30          | 35          | -5          | —                     |
| 1960   | 2e Russie 3 | 10e         | 23          | 26          | 8           | 7           | 11          | 36          | 39          | -3          | Finale Q              |
| 1961   | 2e Russie 4 | 6e          | 24          | 24          | 10          | 4           | 10          | 33          | 33          | 0           | Demi-finales Q        |
| 1962   | 2e Russie 3 | 4e          | 36          | 28          | 15          | 6           | 7           | 40          | 26          | +14         | Huitièmes de finale Q |
| 1963   | 3e Russie 3 | 10e         | 30          | 30          | 12          | 6           | 12          | 34          | 36          | -2          | Huitièmes de finale Q |
| 1964   | 3e Russie 4 | 7e          | 37          | 34          | 13          | 11          | 10          | 31          | 32          | -1          | Demi-finales Q        |
| 1965   | 3e Russie 4 | 17e         | 29          | 38          | 10          | 9           | 19          | 36          | 54          | -18         | —                     |
| 1966   | 2e Groupe 1 | 13e         | 27          | 32          | 8           | 11          | 13          | 24          | 32          | -8          | Seizièmes de finale   |
| 1967   | 2e Groupe 1 | 10e         | 39          | 38          | 14          | 11          | 13          | 30          | 39          | -9          | 64es de finale        |
| 1968   | 2e Groupe 2 | 14e         | 33          | 40          | 9           | 15          | 16          | 26          | 36          | -10         | 64es de finale        |
| 1969   | 2e Groupe 1 | 12e         | 34          | 38          | 8           | 18          | 12          | 32          | 32          | 0           | 64es de finale        |
| 1970   | 3e Zone 2   | 6e          | 46          | 42          | 15          | 16          | 11          | 37          | 38          | -1          | 128es de finale       |
| 1971   | 3e Zone 3   | 11e         | 38          | 38          | 13          | 12          | 13          | 38          | 36          | +2          | —                     |
| 1972   | 3e Zone 4   | 10e         | 36          | 36          | 15          | 6           | 15          | 48          | 44          | +4          | —                     |
| 1973   | 3e Zone 3   | 4e          | 38          | 34          | 17          | 9           | 8           | 52          | 31          | +21         | —                     |
| 1974   | 3e Zone 3   | 8e          | 41          | 38          | 16          | 9           | 13          | 60          | 40          | +20         | —                     |
| 1975   | 3e Zone 3   | 10e         | 34          | 38          | 11          | 12          | 15          | 28          | 30          | -2          | —                     |
| 1976   | 3e Zone 4   | 5e          | 48          | 40          | 22          | 4           | 14          | 67          | 39          | +28         | —                     |
| 1977   | 3e Zone 3   | 7e          | 47          | 40          | 18          | 11          | 11          | 59          | 43          | +16         | —                     |
| 1978   | 3e Zone 3   | 17e         | 42          | 46          | 16          | 10          | 20          | 64          | 68          | -4          | —                     |
| 1979   | 3e Zone 3   | 1er         | 78          | 48          | 37          | 4           | 7           | 91          | 31          | +60         | —                     |
| 1980   | 2e          | 7e          | 49          | 46          | 23          | 3           | 20          | 64          | 66          | -2          | Phase de groupes      |
| 1981   | 2e          | 23e         | 38          | 46          | 13          | 14          | 19          | 45          | 60          | -15         | Phase de groupes      |
| 1982   | 3e Zone 3   | 3e          | 42          | 32          | 20          | 2           | 10          | 54          | 41          | +13         | —                     |
| 1983   | 3e Zone 3   | 3e          | 43          | 30          | 19          | 5           | 6           | 61          | 27          | +34         | —                     |
| 1984   | 3e Zone 3   | 1er         | 49          | 30          | 22          | 5           | 3           | 71          | 23          | +48         | —                     |
| 1985   | 2e          | 12e         | 33          | 42          | 13          | 7           | 22          | 35          | 54          | -19         | —                     |
| 1986   | 2e          | 18e         | 40          | 46          | 14          | 15          | 17          | 66          | 58          | +8          | 32es de finale        |
| 1987   | 2e          | 15e         | 38          | 42          | 13          | 15          | 14          | 46          | 52          | -6          | Seizièmes de finale   |
| 1988   | 2e          | 6e          | 47          | 42          | 18          | 11          | 13          | 59          | 46          | +13         | 64es de finale        |
| 1989   | 2e          | 4e          | 50          | 42          | 19          | 12          | 11          | 57          | 46          | +11         | 64es de finale        |
| 1990   | 2e          | 5e          | 46          | 38          | 20          | 6           | 12          | 56          | 42          | +14         | Seizièmes de finale   |
| 1991   | 2e          | 16e         | 39          | 42          | 14          | 11          | 17          | 50          | 54          | -4          | Huitièmes de finale   |
| 1991   | 2e          | 16e         | 39          | 42          | 14          | 11          | 17          | 50          | 54          | -4          | 64es de finale        |

#### Période russe
| Saison    | Championnat  | Championnat  | Championnat  | Championnat  | Championnat  | Championnat  | Championnat  | Championnat  | Championnat  | Championnat  | Coupe de Russie     |
| Saison    | Division     | Pos          | Pts          | J            | V            | N            | D            | BP           | BC           | Diff         | Coupe de Russie     |
| --------- | ------------ | ------------ | ------------ | ------------ | ------------ | ------------ | ------------ | ------------ | ------------ | ------------ | ------------------- |
| 1992      | 1re          | 15e          | 33           | 40           | 14           | 5            | 21           | 41           | 54           | -13          | —                   |
| 1993      | 1re          | 12e          | 30           | 34           | 11           | 8            | 15           | 39           | 49           | -10          | Quarts de finale    |
| 1994      | 1re          | 15e          | 23           | 30           | 6            | 11           | 13           | 25           | 34           | -9           | Seizièmes de finale |
| 1995      | 2e           | 9e           | 63           | 42           | 20           | 3            | 19           | 66           | 51           | +15          | Huitièmes de finale |
| 1996      | 2e           | 5e           | 74           | 42           | 22           | 8            | 12           | 64           | 45           | +19          | 64es de finale      |
| 1997      | 2e           | 10e          | 62           | 42           | 18           | 8            | 16           | 54           | 58           | -4           | 32es de finale      |
| 1998      | 2e           | 8e           | 63           | 42           | 16           | 15           | 11           | 51           | 37           | +14          | Huitièmes de finale |
| 1999      | 2e           | 21e          | 39           | 42           | 10           | 9            | 23           | 31           | 50           | -19          | 32es de finale      |
| 2000      | 3e Sud       | 5e           | 82           | 38           | 26           | 4            | 8            | 68           | 24           | +44          | Huitièmes de finale |
| 2001      | 3e Sud       | 2e           | 86           | 38           | 27           | 5            | 6            | 72           | 22           | +50          | 128es de finale     |
| 2002      | 3e Sud       | 3e           | 88           | 40           | 28           | 4            | 8            | 78           | 29           | +49          | 256es de finale     |
| 2003      | 3e Sud       | 4e           | 73-6         | 38           | 25           | 4            | 9            | 62           | 34           | +28          | 128es de finale     |
| 2004      | 3e Sud       | 1er          | 88           | 32           | 29           | 1            | 2            | 89           | 17           | +72          | 32es de finale      |
| 2005      | 4e Sud       | 5e           | 78           | 38           | 25           | 3            | 10           | 90           | 33           | +57          | 256es de finale     |
| 2006      | 3e Sud       | 8e           | 40           | 32           | 11           | 7            | 14           | 48           | 39           | +9           | —                   |
| 2007      | 3e Sud       | 2e           | 56           | 28           | 17           | 5            | 6            | 47           | 28           | +19          | Tour préliminaire   |
| 2008      | 3e Sud       | 5e           | 59           | 34           | 17           | 8            | 9            | 55           | 47           | +8           | 64es de finale      |
| 2008      | 3e Sud       | 5e           | 59           | 34           | 17           | 8            | 9            | 55           | 47           | +8           | 256es de finale     |
| 2009      | Club inactif | Club inactif | Club inactif | Club inactif | Club inactif | Club inactif | Club inactif | Club inactif | Club inactif | Club inactif | Club inactif        |
| 2010      | 3e Sud       | 13e          | 37           | 32           | 8            | 13           | 11           | 34           | 47           | -13          | —                   |
| 2011-2012 | 3e Sud       | 8e           | 49           | 34           | 15           | 4            | 15           | 51           | 41           | +10          | 128es de finale     |
| 2011-2012 | 3e Sud       | 8e           | 49           | 34           | 15           | 4            | 15           | 51           | 41           | +10          | 128es de finale     |
| 2013      | 4e Sud       | 1er          | 28           | 12           | 9            | 1            | 2            | 26           | 9            | +17          | —                   |
| 2014      | Club inactif | Club inactif | Club inactif | Club inactif | Club inactif | Club inactif | Club inactif | Club inactif | Club inactif | Club inactif | Club inactif        |
| 2015-2016 | 3e Sud       | 8e           | 35           | 26           | 9            | 8            | 9            | 30           | 30           | 0            | 64es de finale      |
| 2016-2017 | 3e Sud       | 12e          | 29           | 30           | 8            | 5            | 17           | 23           | 42           | -19          | 128es de finale     |
| 2017-2018 | 3e Sud       | 14e          | 31           | 32           | 8            | 7            | 17           | 39           | 69           | -30          | 64es de finale      |
| 2018-2019 | 3e Sud       | 9e           | 34           | 28           | 10           | 4            | 14           | 36           | 48           | -12          | 256es de finale     |
| 2019-2020 | 3e Sud       | 6e           | 27           | 19           | 8            | 3            | 8            | 31           | 25           | +6           | 256es de finale     |
| 2020-2021 | 3e Groupe 1  | 7e           | 48           | 32           | 14           | 6            | 12           | 51           | 45           | +6           | Phase de groupes    |
| 2021-2022 | 3e Groupe 1  | 13e          | 29           | 32           | 7            | 8            | 17           | 40           | 57           | -17          | Phase de groupes    |
| 2022-2023 | 3e Groupe 1  | 11e          | 21           | 18           | 5            | 6            | 7            | 19           | 24           | -5           | 64es de finale      |
| 2023      | 4e Groupe 1  | en cours     | en cours     | en cours     | en cours     | en cours     | en cours     | en cours     | en cours     | en cours     | 64es de finale      |

## Personnalités

### Entraîneurs
La liste suivante présente les différents entraîneurs connus du club depuis 1946,.
- Alekseï Chebeki (1946)
- A. Pankratov (1947)
- Nikolaï Serkov (1949)
- Viktor Gretchichnikov (1952)
- N. Petrov (1954)
- N. Petrov (1956)
- Dmitri Tchiradze (1962-1963)
- Sergueï Elektchian (1964-1965)
- Viktor Listikov (1965)
- Anatoli Rodionov (1966-1968)
- Guennadi Tiranov (1969)
- Vladimir Rybakov (1970-1971)
- Guennadi Tiranov (1972)
- Valeri Cheremetiev (1972-1973)
- Vladimir Chouvalov (1974)
- Neofite Boursanidi (1975)
- Iouri Kotov (1975-1978)
- Valentin Khakhonov (1979-1981)
- Oleg Dolmatov (janvier 1982-mai 1986)
- Boris Stoukalov (mai 1986-décembre 1989)
- Sergueï Zimenkov (janvier 1990-décembre 1991)
- Boris Stoukalov (janvier 1992-juillet 1992)
- Aleksandr Irkhine (juillet 1992-mars 1993)
- Sergueï Zimenkov (mars 1993-juin 1994)
- Vladimir Iouliguine (juin 1994-août 1994)
- Boris Stoukalov (août 1994-décembre 1995)
- Piotr Choubine (1996)
- Igor Guileb (janvier 1997-juin 1997)
- Sergueï Zimenkov (juin 1997-juillet 1997)
- Boris Stoukalov (juillet 1997-janvier 1999)
- Fiodor Gagloïev (janvier 1999-septembre 1999)
- Sergueï Gorb (septembre 1999-février 2000)
- Boris Stoukalov (février 2000-avril 2002)
- Igor Guileb (avril 2002-octobre 2002)
- Anatoli Pata (octobre 2002-décembre 2002)
- Korneï Chperling (décembre 2002-juin 2003)
- Anatoli Pata (juin 2003-mars 2003)
- Sergei Yuran (mars 2003-janvier 2005)
- Edouard Bogdanov (février 2005-décembre 2005)
- Sergueï Zimenkov (janvier 2006-juin 2006)
- Mourat Gomlechko (juillet 2006-septembre 2006)
- Aleksandr Toumassian (septembre 2006-décembre 2006)
- Andreï Moulikov (2007)
- Guennadi Gridine (janvier 2008-juillet 2008)
- Andreï Moulikov (juillet 2008-décembre 2008)
- Valeri Zazdravnykh (janvier 2009-juin 2009)
- Anatoli Chelest (juin 2009-décembre 2009)
- Anatoli Pata (janvier 2010-mai 2010)
- Guennadi Gridine (juin 2010-juin 2012)
- Valeri Zazdravnykh (juillet 2014-mars 2016)
- Andreï Moulikov (mars 2016-septembre 2017)
- Iouri Guetikov (septembre 2017-novembre 2017)
- Lev Ivanov (janvier 2018-mai 2018)
- Ievgueni Perevertaïlo (juin 2018-septembre 2018)
- Lev Ivanov (septembre 2018-décembre 2018)
- Roman Oudodov (décembre 2018-février 2020)
- Paata Berishvili (février 2020-novembre 2021)
- Alekseï Mouldarov (en) (depuis décembre 2021)

### Joueurs emblématiques
Les joueurs internationaux suivants ont joué pour le club.
- Aleksandr Novikov
- Iouri Poudychev
- Albert Borzenkov
- Viktor Boulatov
- Aleksandr Chmarko
- Vladislav Lemish
- Nikolaï Olenikov
- Kirill Panchenko
- Roman Pavlioutchenko
- Sergueï Podpaly
- Vladislav Ternavski
- Karapet Mikaelyan
- Rasim Abushev
- Igor Getman
- Gurban Gurbanov
- Vyacheslav Lychkin
- Aleksandr Viajevitch
- Aleksandr Bogatyryov
- Renat Dubinski
- Vitaliy Levchenko
- Aleksandr Ignatow
- Oleksiy Antyukhyn
- Yuriy Hrytsyna